# 熱血高手
《熱血高手》（英語：Above the Law，或記作）是一部1988年美國動作驚悚片，由安德魯·戴維斯執導並與史蒂芬·帕斯費爾德、羅納德·舒塞特共同編寫劇本。該片為史蒂芬·席格的處女作，他亦身兼故事創作和製片。席格在片中飾演前中央情報局（CIA）探員、合氣道高手兼芝加哥警探尼克·托斯卡尼（Nico Toscani），他在調查毒販那沒收的神祕爆裂物後陷入一個神祕的陰謀。
電影源自一項成功的試鏡，透過邁克爾·奧維茨的投資，使席格得以與華納兄弟簽約並在芝加哥拍片。《熱血高手》1988年4月8日在美國上映；負評居多，多數影評批評缺乏新意，但票房收益成功。

## 劇情
尼克·托斯卡尼出生於義大利西西里岛後來移民到美國芝加哥，他從小就對武術產生了興趣並來到日本習武。1969年，托斯卡尼被尼爾森·福克斯招募加入中央情報局（CIA），越戰期間的1973年他與福克斯參與了越柬邊境的秘密行動。在那他對另一組的CIA探員寇特·扎貢逼供囚犯的殘忍行為感到厭惡，並與對方發生衝突。最後他離開了中央情報局，並回到芝加哥加入警隊並結婚生子。
托斯卡尼和他的新搭檔黛洛伊·「傑克」·傑克森警探與其他警員正在追查毒販塞爾瓦諾的毒品交易，逮捕托斯卡尼後發現對方持有C4爆裂物。此後不久，在塞爾瓦諾幕後人扎貢的施壓下聯邦調查局不得已釋放了塞爾瓦諾等人，托斯卡尼等人則被聯邦調查局探員尼利下令放棄追查他們，托斯卡尼不願接受此結果於是私底下調查塞爾瓦諾。在一次教堂聚會期間與托斯卡尼熟識的牧師在一次爆炸中喪生，因托斯卡尼剛好也參加此聚會，憤怒的他與聯邦調查局探員尼利發生衝突，因為他知道塞爾瓦諾肯定與此案有關。後來某天晚上福克斯打電話給托斯卡尼，警告他將家人搬到更安全的地方，表示他處於危險之中，但是托斯卡尼對於福克斯的警告視若無睹，沒多久尼利探員帶人馬來到托斯卡尼的家中進行搜查，在聯邦調查局和托斯卡尼上司的壓力下托斯卡尼因違抗命令被停職。在傑克森的調查發現之前爆炸案還牽連到一名哈里森參議員的助理死亡，這名助理剛好也在調查CIA在中美洲的毒品交易，剛好那教堂有收留不少來自中美洲的難民，其中還包含知道毒品交易內幕的牧師，調查此案的哈里森參議員也即將把整件事曝光，CIA與扎貢不想讓事情曝光才會主使塞爾瓦諾在教堂放炸彈要將知道此事的牧師和助理滅口，而福克斯則在托斯卡尼離開CIA後加入扎貢小隊的成員，甚至福克斯將先前塞爾瓦諾的C4領走（托斯卡尼在停職期間脅持尼利探員來到證物室才得知），而那次炸彈案不幸殺錯牧師。扎貢打算暗殺參議員的計畫也不幸被該名牧師知道，因此千方百計的要找出牧師且要逼供他是否有將計畫告知別人。當扎貢找到牧師而逼供折磨他時，同樣得知牧師下落的托斯卡尼等人突然闖進來，隨後發生了槍戰。盧基奇和傑克森警探在槍戰中受傷，托斯卡尼不得不逃離現場。
扎貢以托斯卡尼家人性命威脅要不准再阻擾此事，托斯卡尼為了保護家人打算先下手為強除掉這些人。後來福克斯找上托斯卡尼，托斯卡尼質詢福克斯也得知一切，福克斯默許扎貢和CIA所作所為但他的立場也只是冒者與扎貢為敵而想保住托斯卡尼的性命。沒多久他們被扎貢等人攔截，福克斯被殺，托斯卡尼被對方俘虜。扎貢等人把托斯卡尼帶到哈里森參議員所在酒店，期間托斯卡尼在的廚房中被扎貢等人折磨，直到他自行掙脫並殺了扎貢及其手下。之後，托斯卡尼逃脫來到大廳會見了哈里森參議員。
哈里森帶著法官和相關調查人員來到托斯卡尼的家中會見托斯卡尼表示謝意並承諾會伸張正義，托斯卡尼則在法官闡述在他本身與扎貢在秘密行動的經歷。

## 演員
- 史蒂芬·席格飾演尼古拉·「尼克」·托斯卡尼警佐（Sergeant Nicolo 'Nico' Toscani）
- 潘·葛瑞兒飾演黛洛伊·「傑克」·傑克森警探（Detective Delores 'Jacks' Jackson）
- 莎朗·史東飾演莎拉·托斯卡尼（Sara Toscani）
- 丹尼爾·法拉爾多（Daniel Faraldo）飾演鮑提斯塔·「東尼」·塞爾瓦諾（Bautista 'Tony' Salvano）
- 亨利·席爾瓦（英语：Henry Silva）飾演CIA探員寇特·扎貢（CIA Agent Kurt Zagon）
- 朗·狄恩（英语：Ron Dean）飾演盧基奇警探（Detective Lukich）
- 傑納·巴吉（英语：Gene Barge）飾演亨德森警探（Detective Henderson）
- 雀爾希·羅斯（英语：Chelcie Ross）飾演CIA探員尼爾森·福克斯（CIA Agent Nelson Fox）
- 喬·D·勞克（Joe D. Lauck）飾演參議員歐內斯特·哈里森（Ernest Harrison）
- 罗尼·巴伦飾演酒吧老闆
- 尼古拉斯·庫森科（Nicholas Kusenko）飾演聯邦調查局特工尼利（FBI Agent Neeley）
- 迈克尔·鲁克飾演酒吧男子
- 约翰·C·赖利飾演酒吧暴徒（未掛名）
- 馬克·伯恩·約尼爾（英语：Mark Boone Junior）飾演窗口男子（未掛名）

## 外部連結
- 互联网电影数据库（IMDb）上《熱血高手》的资料（英文）
- 爛番茄上《熱血高手》的資料（英文）